# Andrew Surman
Andrew Ronald Edward Surman (Johannesburgo, Sudáfrica, 20 de agosto de 1986) es un exfutbolista inglés que jugaba como centrocampista.

## Trayectoria

### Primeros años
Surman nació en Johannesburgo, Sudáfrica, hijo de un trabajador de seguros inglés y su esposa. En 1995 regresaron a Southampton, donde tras jugar en pequeños equipos y academias fue fichado para el filial del Southampton FC.

### Southampton
Fue el jugador más joven en debutar en el equipo reserva hasta que Theo Walcott batió su récord. 
Marcó en su debut, en 2004, temporada que jugó cedido en el Walsall F.C.
La siguiente temporada fue cedido al AFC Bournemouth pero tras sus buenas actuaciones regresó al Southampton FC en enero de 2006, debutando para el primer equipo el 25 de enero de 2006 en casa del Crystal Palace. En el siguiente partido de liga anotó su primer gol en una derrota por 2-1 contra el Plymouth Argyle.
Se convirtió en una parte vital del primer equipo durante la temporada 2006-07, y fue parte del equipo que perdió por penaltis el play-off de ascenso contra el Derby County ese mismo año.

### Wolverhampton Wanderers
El 1 de junio de 2009 fichó por el Wolverhampton Wanderers que acababa de ascender a la primera división inglesa. Firmó por cuatro temporadas.

### Norwich City
Surman firmó un contrato con el Norwich City el 22 de junio de 2010.

## Selección nacional
Aunque era apto para jugar con Sudáfrica, fue seleccionado para la selección de Inglaterra sub-21 para luchar por entrar en el Campeonato de Europa, en los partidos contra Montenegro, el 7 de septiembre y Bulgaria, el 11 de septiembre. 
En el partido contra Montenegro entró en el segundo cambio del equipo y anotó el gol final en una victoria por 3-0.

## Clubes
| Club                          | País       | Año       |
| ----------------------------- | ---------- | --------- |
| Southampton F. C.             | Inglaterra | 2004-2009 |
| Walsall F. C. (cedido)        | Inglaterra | 2005      |
| AFC Bournemouth (cedido)      | Inglaterra | 2005-2006 |
| Wolverhampton Wanderers F. C. | Inglaterra | 2009-2010 |
| Norwich City F. C.            | Inglaterra | 2010-2014 |
| AFC Bournemouth (cedido)      | Inglaterra | 2013-2014 |
| AFC Bournemouth               | Inglaterra | 2014-2020 |
| Milton Keynes Dons F. C.      | Inglaterra | 2020-2021 |

## Palmarés

### Títulos nacionales
| Título                       | Club            | País       | Año  |
| ---------------------------- | --------------- | ---------- | ---- |
| Football League Championship | AFC Bournemouth | Inglaterra | 2015 |